# Hrabstwo Karnes

Piramida wieku hrabstwa

Hrabstwo Karnes – hrabstwo położone w USA, w stanie Teksas. Zostało utworzone w 1854 r., a jego siedzibą jest miasteczko Karnes City. 
Przez hrabstwo, z północy na południe, przepływa rzeka San Antonio. W przeszłości hrabstwo Karnes było jednym z najważniejszych ośrodków wydobycia uranu w Teksasie.

## Gospodarka
Gospodarka hrabstwa Karnes opiera się na kilku filarach:
- Wydobycie surowców: Hrabstwo jest ważnym ośrodkiem wydobycia ropy naftowej, zajmując 4. miejsce w stanie pod względem jej produkcji, oraz gazu ziemnego, plasując się na 7. pozycji w Teksasie[2].
- Rolnictwo i hodowla: W hrabstwie rozwinięta jest hodowla bydła i kóz. Znaczącą rolę odgrywa również szkółkarstwo, uprawa bawełny, kukurydzy i sorgo, a także produkcja siana[3].
- Usługi: Zwłaszcza edukacyjne i administracji publicznej[4].

## Miejscowości
- Cestohowa (obszar niemunicypalny)
- Falls City
- Karnes City (siedziba administracyjna)
- Kenedy (największe miasto)
- Runge

## Sąsiednie hrabstwa
- Hrabstwo Gonzales (północny wschód)
- Hrabstwo DeWitt (wschód)
- Hrabstwo Goliad (południowy wschód)
- Hrabstwo Bee (południe)
- Hrabstwo Live Oak (południowy zachód)
- Hrabstwo Atascosa (zachód)
- Hrabstwo Wilson (północny zachód)

## Demografia
Według spisu powszechnego z 2020 roku hrabstwo Karnes liczyło 14,7 tys. mieszkańców, z czego zaledwie 40% stanowiły kobiety. Struktura etniczna i rasowa przedstawiała się następująco:
- Latynosi – 57,3%,
- biali nielatynoscy – 33,4% (pochodzenia niemieckiego – 10,8%, polskiego – 8,4%, irlandzkiego – 6,6% i angielskiego – 4,9%[6])
- czarni lub Afroamerykanie – 8,9%
- rdzenni Amerykanie – 1,2%
- Azjaci – 0,6%.

## Religia
Zgodnie z danymi z 2020 roku, krajobraz religijny hrabstwa Karnes jest zróżnicowany. Największą grupę stanowią katolicy (41,4%). Znaczącą obecność mają różnorodne Kościoły protestanckie, w tym głównie południowi baptyści (12,8%), luteranie (ok. 4%) oraz inni ewangelikalni (ponad 3% członkostwa).